# 希腊国家公园
希腊最早的国家公园建立于1938年，为奥林匹斯山国家公园。在这之后，一系列国家公园陆续建立。

## 国家公园列表
- 奥林匹斯国家公园
- 帕纳塞斯国家公园
- 帕尼萨国家公园
- 萨马利亚国家公园
- Vikos-Aoos国家公园
- Ainos国家公园
- 苏尼恩国家公园
- 奧伊塔国家公园
- 品都斯国家公园
- 普雷斯帕湖国家公园

- 海岸公园
  - 扎金索斯国家海岸公园
  - Alonissos海岸公园